# (95771) Lachat
Pour les articles homonymes, voir Lachat.
(95771) Lachat est un astéroïde de la ceinture principale.

## Description
(95771) Lachat est un astéroïde de la ceinture principale. Il fut découvert le 9 mars 2003 à Vicques par Michel Ory. Il présente une orbite caractérisée par un demi-grand axe de 2,62 UA, une excentricité de 0,18 et une inclinaison de 14,6° par rapport à l'écliptique.